# Imai Tadashi

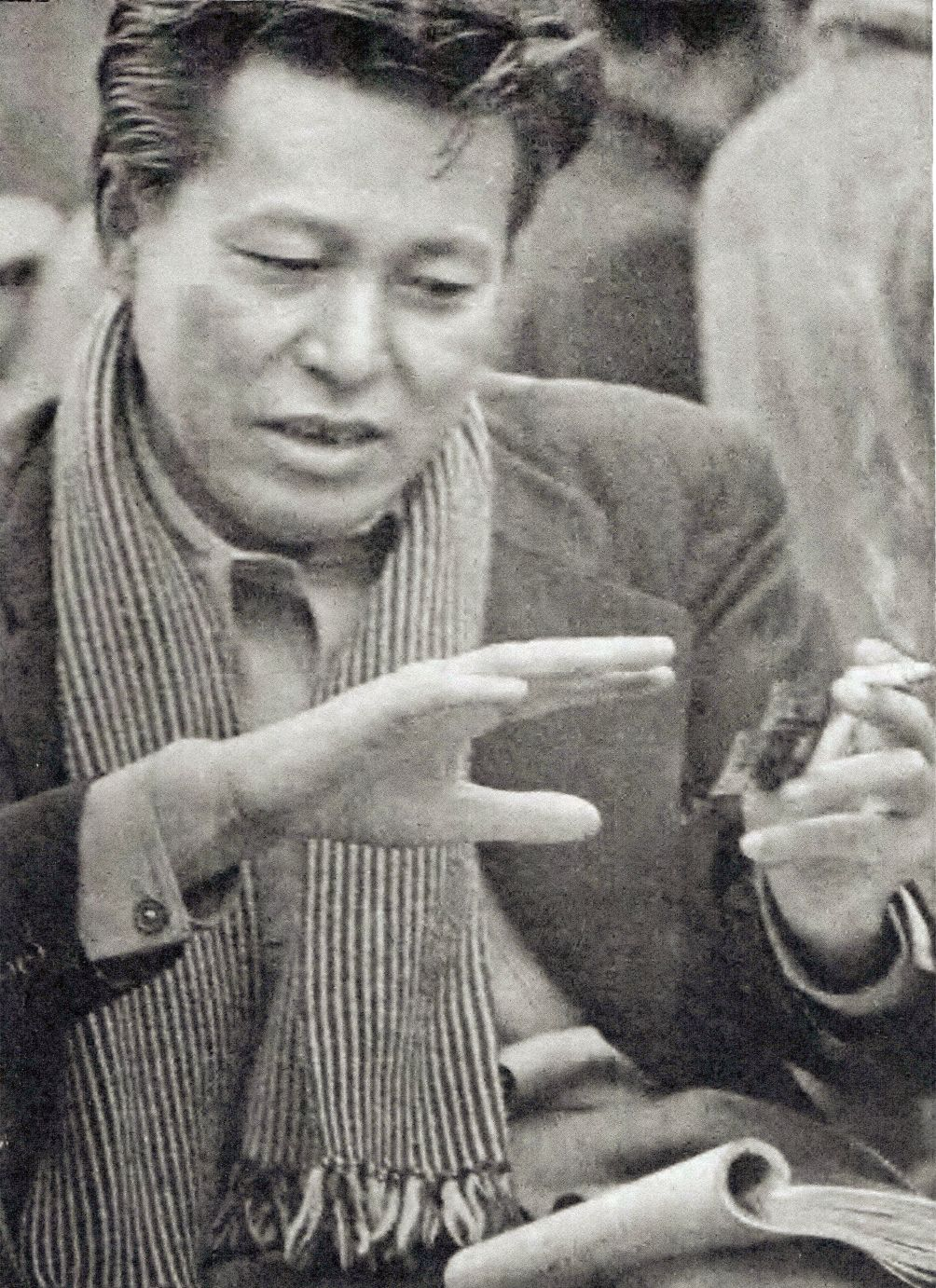
Imai Tadashi

Imai Tadashi (japanisch 今井 正; * 8. Januar 1912 in Tokio; † 22. November 1991 ebenda) war ein japanischer Filmregisseur, der zu den umstrittensten Filmschaffenden in Japan des 20. Jahrhunderts gehörte. Seine Filme thematisierten offen politische Linksansichten, kombiniert mit sozialer Kritik.

## Leben und Werk
Imai Tadashi wurde als Sohn eines Priesters 1912 in Tokio geboren. Schon früh rebellierte er gegen die Autorität und entwickelte so bereits in jungen Jahren eine Verachtung für die traditionelle Religion, die Kultur und die allgemeinen sozialen Strukturen. Zu jener Zeit, der Ära des japanischen Kaiserreichs, galt eine mit der Politik nicht konforme Weltansicht als Kapitalverbrechen. Er selbst wurde als Student der Tokyo Imperial University Anfang der 1930 bei linksgerichteten Protesten zweimal verhaftet, jedoch bald wieder auf freiem Fuß gesetzt. Noch während seiner Studienzeit begann Imai mit dem Schreiben und verfasste 1934 sein erstes Szenarium, gab ein Jahr später sein Studium auf und wandte sich dem Medium Film zu. Er arbeitete zunächst als Drehbuchautor und debütierte 1939 als Regisseur mit dem Dokumentarfilm Die Militärakademie von Numazu, wo er sich kritisch mit den japanischen Strukturen auseinandersetzte.
Trotz seiner politischen Gesinnung wurde Imai während des Zweiten Weltkrieges ein treuer Unterstützer der japanischen Regierung und veröffentlichte im Auftrag namhafter japanische Produktionsgesellschaften Filme, die als Kriegspropaganda für Tennō Hirohito dienten. Nach Kriegsende wandte Imai sich allmählich wieder sozialkritischeren Themen zu und offenbarte seine marxistische Weltansicht, die sich in seinen unmittelbaren Nachkriegsfilmen, die aber kaum internationale Beachtung fanden, widerspiegelte. Ende der 1940er Jahre trat er der Kommunistischen Partei Japans bei und arbeitete gezwungenermaßen als unabhängiger Filmemacher, der sich gewöhnlich – außerhalb des starren japanischen Filmstudio-Systems bewegend – zu einem renommierten Filmemacher entwickelte und sich maßgeblich vom italienischen Neorealismus beeinflussen ließ.
Zu seinen bekanntesten Werken gehört der preisgekrönte Film Die Frau des Samurai. Sein Film Bushido – Sie lieben und sie töten gewann bei den Internationalen Filmfestspielen von Berlin 1963 den Goldenen Bären. Auf der Berlinale 1958 hatte er bereits für seinen Film Mitsuko – Geschichte einer jungen Liebe den Silbernen Bären für die beste Regie erhalten.

## Filmografie (Auswahl)
- 1939: Die Militärakademie von Numazu (Numazu heigakkō)
- 1953: Der Turm der Lilien (Himeyuri no tō)
- 1956: Dunkelheit am Nachmittag (Mahiru no ankoku)
- 1957: Mitsuko – Geschichte einer jungen Liebe (Jun'ai monogatari)
- 1958: Die Frau des Samurai (Yoru no tsuzumi)
- 1963: Bushido – Sie lieben und sie töten  // Schwur der Gehorsamkeit (Bushidō zankoku monogatari)
- 1974: Report über einen japanischen Dichter (Takiji Kobayashi)
- 1976: Bruder und Schwester (Ani imotō)